# Большое Митенино
Большое Митенино — деревня в Шекснинском районе Вологодской области.
Входит в состав сельского поселения Никольского, с точки зрения административно-территориального деления — в Никольский сельсовет.
Расстояние по автодороге до районного центра Шексны — 0,5 км, до центра муниципального образования Прогресса — 3,5 км. Ближайшие населённые пункты — Пронино, Барово, Лукинки, Прогресс.
По переписи 2002 года население — 31 человек (17 мужчин, 14 женщин). Всё население — русские.